# Chuyện ma gần nhà
Chuyện ma gần nhà (tựa tiếng Anh: Vietnamese Horror Story) là một bộ phim điện ảnh Việt Nam ra mắt năm 2022 thuộc thể loại kinh dị, dựa trên những truyền thuyết đô thị ở quốc gia này, do ProductionQ - Creative House sản xuất và được phát hành bởi CJ CGV. Bộ phim là dự án điện ảnh thứ ba của đạo diễn Trần Hữu Tấn và nhà sản xuất Hoàng Quân, sau Bắc kim thang (2019) và Rừng thế mạng (2021, tên cũ là Tà Năng - Phan Dũng). Bộ phim do Trần Hữu Tấn đạo diễn và đồng biên kịch. Phim có sự tham gia của Mạc Can cùng với Vân Trang, Khả Như, Hữu Tiến, Huỳnh Thanh Trực, Huỳnh Như Đan, Trịnh Tài, Lê Bê La, Trần Phong, Xuân Phúc, Nguyễn Minh Thời, Quỳnh Anh, Vân Anh và Hy An.
Phim xoay quanh ba câu chuyện ma kinh dị về những thứ thân thuộc ở xung quanh. Câu chuyện đầu tiên là về nữ diễn viên Lan Hương, cô nổi tiếng và xinh đẹp khiến ai cũng ngưỡng mộ. Thậm chí họ còn vẽ hình cô lên xe nước mía để bán đắt hơn. Nhưng rồi một biến cố ập tới, khiến cô biến mất khỏi giới giải trí và kèm theo đó là sự xuất hiện của diễn viên Ái Như thế chỗ của cô. Ái Như nhận Ngọc Minh làm học trò, Ngọc Minh háo hức dọn đến nhưng không hề biết sự thật kinh hoàng ở phía sau. Câu chuyện thứ hai là về gia đình có hai cha con làm nghề ảo thuật cùng sống chung ở một căn chung cư cũ nhưng kỳ lạ thay, cậu con trai thường xuyên bắt gặp cha mình khấn vái một thế lực bí ẩn nào đó. Và dần dần, nhiều chuyện kinh dị đã ập đến với cậu. Câu chuyện cuối cùng bắt đầu khi một phụ nữ tìm tới nhà ngoại cảm, nhờ cô tìm giúp hài cốt người em út của mình. Trong quá trình tìm kiếm sự thật, cô chứng kiến nhiều hình ảnh ma mị và phát hiện ra những sự thật động trời mà chính bản thân cô cũng không hề ngờ tới.
Dự án đươc khởi động từ tháng 1 năm 2021 ở Thành phố Hồ Chí Minh và đóng máy vào ngày 31 tháng 3.
Bộ phim được phát hành lần đầu tại rạp ở Thành phố Hồ Chí Minh vào ngày 11 tháng 2 năm 2022. Sau năm ngày đầu khởi chiếu, phim đã gây chia rẽ giới phê bình về cốt truyện và kỹ xảo tạo hình. Chuyện ma gần nhà đã thu về hơn 58 tỷ đồng, trở thành phim có doanh thu cao nhất đầu năm 2022 tại Việt Nam.

## Nội dung
Trong một đêm mưa tại một khu chung cư ở Sài Gòn, năm người bạn trẻ gồm có Lâm, Hà, Quang, Chi và Trường gặp lại nhau sau mười năm xa cách. Khi nhà đột ngột cúp điện, họ bèn kể chuyện ma (chính xác hơn là truyền thuyết đô thị) cho có không khí.
Câu chuyện đầu tiên kể về Cô Mía, người phụ nữ được vẽ hình trên những xe nước mía. Khoảng thập niên 1960, nữ diễn viên Lan Hương là người nổi tiếng luôn được mọi người săn đón. Thậm chí có người còn vẽ hình cô lên xe nước mía để hút khách. Sau khi bị người xấu hãm hại bằng cách tạt acid, Lan Hương biến mất biệt tăm. Một thời gian sau, Ái Như - minh tinh màn bạc thế hệ mới - xuất hiện và sống trong căn biệt thự cũ của Lan Hương. Nữ diễn viên trẻ tên Ngọc Minh được Ái Như nhận làm học trò. Ái Như bắt buộc Ngọc Minh chia tay Đinh Huy, bạn trai cô, sau đó yêu cầu cô dọn đến ở chung nhà. Ái Như thường cho Ngọc Minh ăn chân yến, giúp cô chăm sóc da mặt, rồi dặn cô đừng thức khuya. Đinh Huy không chấp nhận chia tay và tìm cách tiếp cận Ngọc Minh, rồi anh bất ngờ bị xe tông. Vài ngày sau, Ngọc Minh bị Ái Như nhốt trong căn phòng bí mật, tại đây có người phụ nữ với gương mặt biến dạng. Người phụ nữ đó chính là Ái Như đã bị giam suốt hai mươi năm, còn Ái Như xinh đẹp hiện tại chính là Lan Hương. Năm xưa sau khi bị tạt acid, Lan Hương đã học được tà thuật lột da mặt người khác. Từ đó ả bắt đầu lên kế hoạch lừa những cô diễn viên trẻ đẹp đến nhà, lấy gương mặt của họ và sống với thân phận của họ. Tuy nhiên cứ hai mươi năm trôi qua ả phải thay gương mặt mới. Lan Hương bước vào giết chết Ái Như và chuẩn bị lấy gương mặt của Ngọc Minh. Ngọc Minh cố gắng bỏ chạy thì bị Lan Hương chặn lại. Ngọc Minh đã tự rạch mặt mình khiến Lan Hương điên tiết đâm chết cô gái tội nghiệp này.
Câu chuyện thứ hai kể về Đinh Phi, một anh chàng đam mê ảo thuật, hàng ngày đi bán kẹo bông gòn trước cổng trường học. Anh sống trong khu chung cư cũ với ông Thoại Phi, người cha già tâm trí không minh mẫn. Ông Thoại Phi là ảo thuật gia hết thời, có thờ cúng một mảnh gương của quỷ trong phòng riêng. Sau khi không giữ lời hứa biểu diễn ảo thuật cho một bé gái giấu mặt xem, Đinh Phi bắt đầu thấy những hình ảnh đáng sợ như: người chủ xe hủ tiếu trong hẻm biến thành hồn ma có mắt và miệng trên hai bàn tay, một cô gái diễn xiếc bị phóng dao vào mắt, một sân khấu bí ẩn mà bên dưới hàng ghế khán giả là ông Thoại Phi và vài hồn ma cụt đầu. Đinh Phi liền đưa ông Thoại Phi chạy trốn khỏi các thế lực ma quỷ đang ập đến khu chung cư. Sau đó ông Thoại Phi nói rằng Đinh Phi không tồn tại, điều này tiết lộ rằng Đinh Phi thực ra chỉ là một nhân cách do ông tạo ra nhằm giảm bớt cô đơn trong cuộc đời. Cuối cùng ông Thoại Phi tự sát bằng một nhát dao vào bụng.
Câu chuyện thứ ba kể về Bích, một nhà ngoại cảm. Cô nhận được lời yêu cầu giúp đỡ từ hai người khách là ông Định và bà Hằng, những người muốn nhờ cô đi tìm hài cốt của cô Út, em gái của bà Hằng. Ban đêm Bích thấy giấc mơ chỉ dẫn cô đến Long An, sáng hôm sau cô liền đến đó. Đang đi thì trời đổ mưa, Bích trú mưa trong căn chòi của một bà lão kỳ lạ, người cảnh báo cô đừng đi tìm kiếm nữa. Bích vẫn đi thẳng vào vùng đất tăm tối nhưng không thu được kết quả gì. Khi về nhà, cô bị hù dọa bởi hai đứa trẻ ma và một ma nữ cụt đầu. Dần dần sự thật được tiết lộ: Bích chính là hiện thân của linh hồn cô Út. Ngày xưa cô đã bị một gã đàn ông cưỡng hiếp, giết chết và chặt đầu. Sau đó gã sát nhân chôn đầu của cô tại bãi đất ở Long An. Ông Định mới là nhà ngoại cảm thật sự, ông đã lừa linh hồn cô Út dẫn đến nơi chiếc đầu lâu của cô được chôn. Cuối cùng bà Hằng tìm được đầu lâu của cô Út rồi làm lễ cầu siêu cho cô. Cô Út tạm biệt chị gái mình và đi siêu thoát.
Kể xong ba câu chuyện thì đã quá khuya, nhà cũng có điện trở lại, nhóm bạn trẻ vào phòng trong để ngủ, chỉ còn một mình Trường ngồi lại phòng khách. Đúng lúc đó, TV phát bản tin về một vụ tai nạn giao thông lúc chiều mà nạn nhân tử vong lại chính là Trường, tiết lộ rằng anh đã trở thành hồn ma.

## Diễn viên
- Mạc Can vai Thoại Phi[7]: Một ảo thuật gia hết thời, ở ẩn trong chung cư cũ.[8] Đây là vai diễn đặc biệt với nghệ sĩ Mạc Can vì ngoài đời thực, ông cũng từng nổi tiếng với vai trò ảo thuật gia.
- Vân Trang vai Bích[7]: Một nhà ngoại cảm nhận lời mời của người đàn ông và phụ nữ trung niên, lên đường tìm kiếm hài cốt người quá cố.
- Khả Như vai Ái Như
- Ngọc Hiệp vai bà Hằng
- Hữu Tiến vai ông Định
- Huỳnh Thanh Trực vai Đinh Phi[7]: Một chàng trai mê ảo thuật nhưng phải bán kẹo bông gòn để kiếm tiền. Anh sống cùng cha ruột Thoại Phi trong một chung cư.
- Huỳnh Như Đan vai Ngọc Minh
- Trịnh Tài vai Đinh Huy
- Lê Bê La vai Lan Hương[7]: Một minh tinh ở Sài Gòn nhiều thập niên trước. Cô nổi tiếng đến mức được vẽ khuôn mặt lên các xe nước mía để hút khách. Sau một tai nạn, cô đột ngột biến mất.
- Trần Phong vai Trường
- Xuân Phúc vai Quang
- Nguyễn Minh Thời[9] vai Lâm
- Quỳnh Anh
- Vân Anh
- Hy An
- Hồng Sáp vai Bà lão

## Sản xuất

### Quay phim
Phim ghi hình trong tháng 2 và 3 năm 2021 ở Thành phố Hồ Chí Minh. Đây là dự án điện ảnh thứ ba của bộ đôi đạo diễn Trần Hữu Tấn và nhà sản xuất Hoàng Quân, sau Bắc kim thang (2019) và Rừng thế mạng (2021, tên cũ là Tà Năng - Phan Dũng).

## Âm nhạc
Ca khúc "Đừng bỏ em một mình" do nhạc sĩ Phạm Duy sáng tác trên nền thơ của nhà văn Minh Đức Hoài Trinh và trình bày bởi ca sĩ Lệ Thu được chọn làm nhạc phim. Đạo diễn Hữu Tấn cho rằng: "Nếu không phải "Đừng bỏ em một mình", sẽ rất khó tìm ca khúc nào phù hợp hơn". Báo Lao Động đánh giá: "Dù Chuyện ma gần nhà sử dụng xuyên suốt bài hát này nhưng khán giả lại không cảm thấy nhàm chán."

## Quảng bá
Vào tháng 11 năm 2020, đơn vị sản xuất đã giới thiệu áp phích đầu tiên với hình ảnh "cô Mía", cô gái quen thuộc trên các xe nước mía Việt Nam. Vào tháng 12 năm 2021, video giới thiệu và áp phích phim được công bố. Yan News đã ca ngợi sự rùng rợn và viết: "Sau teaser poster, ekip Chuyện ma gần nhà tiếp tục mang đến nỗi ám ảnh cho khán giả khi tung ra trailer dài hơn 1 phút với phần nhạc nền là ca khúc "Đừng bỏ em một mình". Những hình ảnh đầy ma mị trong video kết hợp cùng giai điệu chậm rãi, lời hát u ám của ca khúc nhạc nền."

## Phát hành
Chuyện ma gần nhà được phát hành tại rạp ở Thành phố Hồ Chí Minh vào ngày 11 tháng 2 năm 2022 và nền tảng kỹ thuật số trên kênh HTV7 vào ngày 19 tháng 2 năm 2022. Trước đó, bộ phim đã được ấn định ngày phát hành vào 30 tháng 10 năm 2021, nhưng sau đó đã bị lùi lại đến ngày 11 tháng 2 năm 2022, do ảnh hưởng đại dịch COVID-19. Vào ngày 17 tháng 2 năm 2022, phim được công bố sẽ ra rạp ở Đài Loan vào tháng 4 cùng năm bởi Cai Chang International Inc..

## Đón nhận

### Doanh thu phòng vé
Sáng ngày 11 tháng 2, đạo diễn Trần Hữu Tấn chia sẻ tin vui trên trang cá nhân, Chuyện ma gần nhà là phim có lượng vé đặt sớm cao nhất lịch sử điện ảnh Việt Nam với 85.000 vé đã được bán. Theo nhà phát hành CGV, một số suất chiếu sau 21h tối ngày 11 tháng 2 có tỷ lệ lấp đầy rạp cao. Phim đã thu về hơn 58 tỷ đồng, trở thành phim có doanh thu cao nhất đầu năm 2022 tại Việt Nam. Trên Google Trend, "Chuyện ma gần nhà" là từ khóa được tìm kiếm nhiều nhất Việt Nam vào ngày 12 tháng 2.

### Đánh giá chuyên môn
Sơn Phước, một phóng viên của Zing News viết: "Trong phim, nội dung phần đầu là rõ ràng nhất, có kết có mở lẫn twist. Song, cốt truyện còn đơn giản, có hơi hướm Họa bì (2008) nên không thực sự tạo bất ngờ. Hai chuyện sau ít thoại hơn, mạch phim cũng dần trở nên rối rắm, thiếu tính liên kết." Tờ báo VnExpress đánh giá: "Tạo hình quỷ dị trong phim được chăm chút kỹ. Thế lực đen tối xuất hiện với nhiều hình thù, như người có khả năng thay đổi khuôn mặt, quỷ cụt đầu, ma miệng rộng... Ở nhiều phân cảnh, phim gợi nhớ nhiều tác phẩm nổi tiếng vì phần hóa trang tương đồng, như Họa bì, Pan's Labyrinth..." Một điểm tích cực nữa được Phụ nữ Việt Nam nhắc đến là sự chỉn chu, đầu tư kỹ xảo từ hình ảnh, hóa trang, âm thanh đến dàn diễn viên được chọn lọc, phù hợp với vai diễn; mặt khác, đạo diễn Trần Hữu Tấn đã chia sẻ: "Phim hợp tuyển nhìn chung là thể loại không dễ xem. Thế giới đã làm nhiều, nhưng đây lại là lần đầu tiên Việt Nam có một bộ phim kinh dị theo hình thức này. Tôi sẽ rút kinh nghiệm sâu sắc cho các dự án sau để có cách kể chuyện cũng như xây dựng câu chuyện đại chúng, dễ hiểu hơn".